# Solvabiliteit II-richtlijn
De Solvabiliteit II-richtlijn (veelal kortweg aangeduid als Solvency II) is een op 31 oktober/1 november 2012 in werking getreden Europese richtlijn van 25 november 2009 die een geharmoniseerd Europees toezichtraamwerk voor (her)verzekeraars beoogt. Deze richtlijn vervangt en integreert een groot aantal bestaande verzekeringsrichtlijnen in een kaderrichtlijn. Het doel is dat verzekeraars voldoende kapitaal achter de hand hebben om een bankroet te voorkomen.
Een wijzigingsvoorstel van de richtlijn dateert van 19 januari 2011 en houdt onder andere verband met de oprichting op 1 januari 2011 van de Europese Autoriteit voor verzekeringen en bedrijfspensioenen (European Insurance and Occupational Pensions Authority, EIOPA) en de inwerkingtreding van het Verdrag van Lissabon. De uiterste data voor de omzetting en de toepassing van de Richtlijn 2009/138/EG waren aanvankelijk respectievelijk 31 oktober 2012 en 1 november 2012, maar werd op 2 oktober 2013 door de Europese Commissie verschoven naar 31 januari 2015 en de eerste toepassing tot 1 januari 2016. Op 1 januari 2016 werd de richtlijn van kracht.
Europese pensioenfondsen willen niet aan deze Solvency II-richtlijn worden onderworpen.

## Achtergrond
De tweede Solvabiliteitsrichtlijn is de opvolger van de eerste (Solvency I) uit 1973 (Richtlijn 73/239/EEC). De nieuwe richtlijn heeft vier doelstellingen:
- De verzekeraar heeft voldoende geld in kas om claims uit te betalen.
- Polishouders worden beschermd tegen bankroet van de verzekeraar.
- Toezichthouders hebben meer inzicht in het reilen en zeilen van de verzekeraar en kunnen dus eerder ingrijpen.
- Het algehele vertrouwen in de financiële sector wordt door Solvency II versterkt.

Op 17 januari 2015 heeft de Europese Commissie de Uitvoeringsverordening Solvency II gepubliceerd.

## De drie pijlers
- Kwantitatieve eisen voor kapitaalbuffers en de waarderingsgrondslagen.
- Eisen die aan risicomanagement en governance worden gesteld. De verzekeraar heeft hier een eigen inbreng via ORSA (Own Risk and Solvency Assessment).[5]
- Eisen aan de publieke rapportage en transparantie. De Solvency and Financial Condition Report ofwel het SFCR.[6]

## Vergelijking met het bankwezen
De Solvabiliteit II-richtlijn wordt wel vergeleken met de nieuwe Basel II-eisen voor de banken. Echter laatstgenoemde eisen aan de banken zijn afspraken tussen de banken onderling. Deze Solvency II-richtlijn is Europese wetgeving die door de Europese lidstaten en het Europees Parlement is vastgesteld en een verplichtend karakter heeft. Wel mogen de lokale centrale banken zelf nog invulling geven aan de eisen.

## Situatie in Nederland
Op 13 december 2012 werd vooruitlopend op de implementatie de Wet op het financieel toezicht en het Burgerlijk Wetboek gewijzigd. Dit ter implementatie van de richtlijn solvabiliteit II.
In Nederland wilde De Nederlandsche Bank (DNB) de richtlijn versneld invoeren voordat deze in Europa van kracht werd. Minister van financiën Jeroen Dijsselbloem wilde verder met een eigen Nederlandse regeling komen. In zijn brief van 23 oktober 2013 introduceerde hij een theoretisch solvabiliteitscriterium waardoor verzekeraars, twee jaar voordat het Solvency II regime integraal in werking trad, al vanaf 1 januari 2014 moeten voldoen aan solvabiliteitseisen. Als niet aan deze eisen zou zijn voldaan dan kon de DNB aan een verzekeraar toestemming onthouden om dividend uit te keren. Beide voorstellen stuitten op veel verzet van de verzekeraars, die bijna allemaal internationaal opereren. Zij stelden dat de solvabiliteit van de verzekeraars al 2,5 maal het wettelijk vereiste minimum is, als het dividend wordt gepasseerd het moeilijker wordt om internationaal kapitaal aan te trekken en de tijdwinst minimaal is daar in 2015 verzekeraars al moeten ‘schaduwdraaien’ met Solvency II.
DNB zegt op 29 januari 2015 de rentetermijnstructuren iedere maand te zullen publiceren tot het moment dat EIOPA start met het maandelijks publiceren van een Solvency II curve.
In augustus 2015 daalden de beurskoersen van Aegon en Delta Lloyd scherp, vanwege een lagere  solvabiliteit wegens de strengere eisen onder de richtlijnen van Solvency II. Beleggers vreesden dividendverlaging of aandelenemissies om de solvabiliteit te verhogen naar de gewenste niveaus.